# Festival Eurovisão da Canção Júnior 2006
O Festival Eurovisão da Canção Júnior 2006' foi a quarta edição do Festival Eurovisão Júnior para jovens cantores de 8 a 15 anos. O concurso teve como candidatos para realizar a Croácia e a Roménia. Em 2 de dezembro de 2006, o concurso foi transmitido ao vivo de Bucareste, Romênia. Foi organizado pela emissora nacional romena, TVR, em cooperação com a EBU. Originalmente, 16 países haviam inicialmente se inscrito para o concurso, mas um país não especificado posteriormente desistiu. O show foi transmitido ao vivo nos países concorrentes, como Andorra, Bósnia e Herzegovina e o canal de televisão australiano SBS que adquiriu os direitos de transmissão do programa. O concurso foi ganho pelas Tolmachevy Twins, da Rússia, com a canção "Vesenniy Jazz".

## Localização
O Salão Polivalentede Bucareste (em romeno:   Sala Polivalenta din Bucureşti) é uma sala polivalente em Bucareste, Romênia, localizado no Tineretului Park. É usado para concertos, desportos indoor, como tênis, ginástica, dança, andebol, vôlei, basquete, levantamento de peso, esportes do combate e wrestling profissional. O salão foi inaugurado em 1974, mas foi renovado duas vezes (2008 e 2011) desde então. Tem capacidade máxima de 5,300 lugares para espetáculos.

## Países que se retiraram
- Dinamarca: Apesar dos bons resultados, decidiu abandonar o festival para continuar a sua participação no Grande Prémio Nórdico Melodi.
- Letónia: Retirou-se devido a problemas financeiros.
- Noruega: Embora tivesse obtido um bom resultado na edição anterior, decidiu retirar-se do festival, argumentando que impõe muita pressão às crianças participantes.
- Reino Unido: Apesar de seus resultados, retira-se, devido à baixa audiência do evento.
- Sérvia e Montenegro: retira-se devido à dissolução do país em 2006.[6]

## Resultados
| #  | Pais               | Artista                               | Musica                                        | Lingua         | Lugar | Pontos |
| -- | ------------------ | ------------------------------------- | --------------------------------------------- | -------------- | ----- | ------ |
| 01 | Portugal           | Pedro Madeira                         | "Deixa-me sentir"                             | Português      | 14    | 22     |
| 02 | Chipre             | Luis Panagiotou & Christina Christofi | "Agoria koritsia" (Αγόρια κορίτσια)           | Grego          | 8     | 58     |
| 03 | Países Baixos      | Kimberly                              | "Goed"                                        | Holandês       | 12    | 44     |
| 04 | Roménia            | New Star Music                        | "Povestea mea"                                | Romeno         | 6     | 80     |
| 05 | Ucrânia            | Nazar Slyusarchuk                     | "Khlopchyk Rock 'n' Roll" (Хлопчик рок н рол) | Ucraniano      | 9     | 58     |
| 06 | Espanha            | Dani Fernández                        | "Te doy mi voz"                               | Espanhol       | 4     | 90     |
| 07 | Sérvia             | Neustrašivi učitelji stranih jezika   | "Učimo strane jezike" (Учимо стране језике)   | Sérvio, Inglês | 5     | 81     |
| 08 | Malta              | Sophie Debattista                     | "Extra Cute"                                  | Inglês         | 11    | 48     |
| 09 | Macedónia do Norte | Zana Aliu                             | "Vljubena" (Вљубена)                          | Macedônio      | 15    | 14     |
| 10 | Suécia             | Molly Sandén                          | "Det finaste någon kan få"                    | Sueco          | 3     | 116    |
| 11 | Grécia             | Chloe Sofia Boleti                    | "Den peirazei" (Δεν πειράζει)                 | Grego          | 13    | 35     |
| 12 | Bielorrússia       | Andrey Kunets                         | "Noviy den" (Новый день)                      | Russo          | 2     | 129    |
| 13 | Bélgica            | Thor!                                 | "Een tocht door het donker"                   | Holandês       | 7     | 71     |
| 14 | Croácia            | Mateo Đido                            | "Lea"                                         | Croata         | 10    | 50     |
| 15 | Rússia             | Tolmachevy Twins                      | "Vesenniy Jazz" (Весенний джаз)               | Russo          | 1     | 154    |

## Folha de pontuação
|                                                                                      |               | Resultados |         |         |         |         |        |       |           |        |        |              |         |         |        |    |    |
| Total                                                                                | Portugal      | Chipre     | Holanda | Romênia | Ucrânia | Espanha | Sérvia | Malta | Macedônia | Suécia | Grécia | Bielorrússia | Belgica | Croácia | Rússia |    |    |
| Concorrentes                                                                         | Portugal      | 22         |         |         |         |         |        | 7     |           | 3      |        |              |         |         |        |    |    |
| Concorrentes                                                                         | Chipre        | 58         | 3       |         | 2       | 3       | 5      | 3     |           |        | 3      | 3            | 12      | 6       |        |    | 6  |
| Concorrentes                                                                         | Paises Baixos | 44         |         |         |         |         |        |       | 5         | 8      |        | 2            |         |         | 8      | 6  | 3  |
| Concorrentes                                                                         | Roménia       | 80         | 6       | 8       | 1       |         | 4      | 12    | 4         | 2      | 6      | 7            | 7       | 3       | 2      | 4  | 2  |
| Concorrentes                                                                         | Ucrânia       | 58         | 5       | 2       |         | 4       |        | 6     |           | 5      |        |              | 4       | 8       | 1      | 3  | 8  |
| Concorrentes                                                                         | Espanha       | 90         | 7       | 5       | 7       | 8       | 6      |       | 3         | 1      | 8      | 8            | 5       | 7       | 7      | 1  | 5  |
| Concorrentes                                                                         | Sérvia        | 81         | 2       | 4       | 5       | 5       | 7      | 2     |           | 7      | 10     | 4            | 1       | 5       | 5      | 5  | 7  |
| Concorrentes                                                                         | Malta         | 48         | 1       | 1       | 3       |         | 1      | 1     | 1         |        | 7      | 5            | 3       | 2       | 4      | 7  |    |
| Concorrentes                                                                         | Macedónia     | 14         |         |         |         | 2       |        |       |           |        |        |              |         |         |        |    |    |
| Concorrentes                                                                         | Suécia        | 116        | 8       | 7       | 12      | 7       | 8      | 4     | 8         | 10     | 2      |              | 6       | 10      | 10     | 2  | 10 |
| Concorrentes                                                                         | Grécia        | 35         |         | 12      |         | 1       |        |       | 7         |        |        |              |         |         | 3      |    |    |
| Concorrentes                                                                         | Bielorrússia  | 129        | 12      | 6       | 4       | 10      | 10     | 8     | 6         | 12     | 5      | 10           | 8       |         | 6      | 8  | 12 |
| Concorrentes                                                                         | Bélgica       | 71         | 4       | 3       | 8       | 6       | 3      | 5     | 2         | 6      | 1      | 1            | 2       | 4       |        | 10 | 4  |
| Concorrentes                                                                         | Croácia       | 50         |         |         | 6       |         | 2      |       | 10        |        | 12     | 6            |         | 1       |        |    | 1  |
| Concorrentes                                                                         | Rússia        | 154        | 10      | 10      | 10      | 12      | 12     | 10    | 12        | 4      | 4      | 12           | 10      | 12      | 12     | 12 |    |
| A tabela é ordenada pela aparência Todos os países recebem automaticamente 12 pontos |               |            |         |         |         |         |        |       |           |        |        |              |         |         |        |    |    |

#### 12 Pontos
| N. | Nação que recebeu os 12 Pontos | Países que deram 12 Pontos                                       |
| -- | ------------------------------ | ---------------------------------------------------------------- |
| 7  | Rússia                         | Bielorrússia, Bélgica, Croácia, Roménia, Sérvia, Suécia, Ucrânia |
| 3  | Bielorrússia                   | Malta, Portugal, Rússia                                          |
| 1  | Croácia                        | Macedónia                                                        |
| 1  | Chipre                         | Grécia                                                           |
| 1  | Grécia                         | Chipre                                                           |
| 1  | Roménia                        | Espanha                                                          |
| 1  | Suécia                         | Países baixos                                                    |

## Transmissões e votações internacionais

### Porta-Vozes
- Portugal – Joana Galo Costa
- Chipre – George Ioannidies
- Países Baixos – Tess Gaerthe (Representou a Holanda em 2005)
- Roménia – Andrea Nastase
- Ucrânia – Assol
- Espanha – Lucía
- Sérvia – Milica Stanišić
- Malta – Jack Curtis
- Macedónia do Norte – Denis Dimoski (Representou a Macedônia em 2005)
- Suécia – Amy Diamond
- Grécia – Alexandros Chountas (Representou a Grécia em 2005 com o Kalli Georgellis)
- Bielorrússia – Liza Anton-Baychuk
- Bélgica – Sander Cliquet
- Croácia – Lorena Jelusić (Representou a Croácia em 2005)
- Rússia – Roman Kerimov

### Comentadores

#### Paises Participantes
- Ucrânia – Timur Miroshnychenko (NTU)[7]
- Espanha – Fernando Argenta and Lucho (TVE)
- Bélgica – Ilse Van Hoecke and Jelle Cleymans (VRT)
- Rússia – Olga Shelest (RTR)
- Suécia – Adam Alsing (TV4)
- Países Baixos – Sipke Jan Bousema (AVRO)
- Sérvia – Duška Vučinić-Lučić (RTS2)
- Macedónia do Norte – Milanka Rašik (MTV 1)
- Chipre – Kyriakos Pastides (CyBC)
- Bielorrússia – Denis Kurian (BTRC)
- Grécia – Renia Tsitsibikou and George Amyras (ERT)
- Portugal – Isabel Angelino (RTP)
- Roménia – Leonard Miron (TVR1)
- Malta – TBC (PBS)
- Croácia – TBC (HRT)

#### Paises Não Participantes
- Andorra – TBC (RTVA)
- Bósnia e Herzegovina – TBC (BHRT)
- Israel – Sem Comentador (IBA, 8 December 2007)[8]
- Austrália – Sem Comentador (SBS, 1 January 2007)

## Album Oficial
Junior Eurovision Song Contest: Bucareste 2006, é uma coletânea compilada pela União Europeia de Radiodifusão, e foi lançada pelo Universal Music Group em novembro de 2006. O álbum apresenta todas as músicas do concurso de 2006, junto com versões de karaokê.
| CD 1           |                             |                                               |         |  |
| N.º            | Título                      | Artista                                       | Duração |  |
| 1.             | "Deixa-me sentir"           | Pedro Madeira (Portugal)                      | 2:46    |  |
| 2.             | "Agoria koritsia"           | Luis Panagiotou & Christina Christofi(Chipre) | 2:41    |  |
| 3.             | "Goed"                      | Kimberly (Holanda)                            | 2:46    |  |
| 4.             | "Povestea mea"              | New Star Music (Romenia)                      | 2:31    |  |
| 5.             | "Khlopchyk Rock 'n' Roll"   | Nazar Slyusarchuk (Ucrânia)                   | 2:48    |  |
| 6.             | "Te doy mi voz"             | Dani (Espanha)                                | 2:45    |  |
| 7.             | "Učimo strane jezike"       | Neustrašivi učitelji stranih jezika (Sérvia)  | 2:32    |  |
| 8.             | "Extra Cute"                | Sophie (Malta)                                | 2:43    |  |
| 9.             | "Vljubena"                  | Zana Aliu (Macedônia)                         | 2:45    |  |
| 10.            | "Det finaste någon kan få"  | Molly Sandén (Suécia)                         | 2:42    |  |
| 11.            | "Den peirazei"              | Chloe Sofia Boleti (Grécia)                   | 2:48    |  |
| 12.            | "Noviy den"                 | Andrey Kunets (Bielorrússia)                  | 2:40    |  |
| 13.            | "Een tocht door het donker" | Thor! (Bélgica)                               | 2:27    |  |
| 14.            | "Lea"                       | Mateo Đido (Croácia)                          | 2:34    |  |
| 15.            | "Vesenniy Jazz"             | Tolmachevy Twins (Rússia)                     | 2:37    |  |
| Duração total: | Duração total:              | Duração total:                                | 36:05   |  |

| CD 2           |                                       |                                               |         |  |
| N.º            | Título                                | Artista                                       | Duração |  |
| 1.             | "Deixa-me sentir" (Karaoke)           | Pedro Madeira (Portugal)                      | 2:46    |  |
| 2.             | "Agoria koritsia" (Karaoke)           | Luis Panagiotou & Christina Christofi(Chipre) | 2:41    |  |
| 3.             | "Goed" (Karaoke)                      | Kimberly (Holanda)                            | 2:46    |  |
| 4.             | "Povestea mea" (Karaoke)              | New Star Music (Romênia)                      | 2:31    |  |
| 5.             | "Khlopchyk Rock 'n' Roll" (Karaoke)   | Nazar Slyusarchuk (Ucrânia)                   | 2:48    |  |
| 6.             | "Te doy mi voz" (Karaoke)             | Dani (Espanha)                                | 2:45    |  |
| 7.             | "Učimo strane jezike" (Karaoke)       | Neustrašivi učitelji stranih jezika (Serbia)  | 2:32    |  |
| 8.             | "Extra Cute" (Karaoke)                | Sophie (Malta)                                | 2:43    |  |
| 9.             | "Vljubena" (Karaoke)                  | Zana Aliu (Macedônia)                         | 2:45    |  |
| 10.            | "Det finaste någon kan få" (Karaoke)  | Molly Sandén (Suécia)                         | 2:42    |  |
| 11.            | "Den peirazei" (Karaoke)              | Chloe Sofia Boleti (Grécia)                   | 2:48    |  |
| 12.            | "Noviy den" (Karaoke)                 | Andrey Kunets (Bielorrússia)                  | 2:40    |  |
| 13.            | "Een tocht door het donker" (Karaoke) | Thor! (Bélgica)                               | 2:27    |  |
| 14.            | "Lea" (Karaoke)                       | Mateo Đido (Croácia)                          | 2:34    |  |
| 15.            | "Vesenniy Jazz" (Karaoke)             | Tolmachevy Twins (Rússia)                     | 2:37    |  |
| Duração total: | Duração total:                        | Duração total:                                | 36:05   |  |